# Spathelia glabrescens
Spathelia glabrescens là một loài thực vật thuộc họ Rutaceae. Đây là loài đặc hữu của Jamaica.